# Zagros-Molch
Der Zagros-Molch (Neurergus kaiseri) ist eine Salamanderart, die nur im Iran vorkommt. Er wurde 1952 von Karl Patterson Schmidt als Unterart Neurergus crocatus kaiseri des Urmia-Molches beschrieben. 1975 erhielt er von Josef Johann Schmidtler und Josef Friedrich Schmidtler Artstatus. Das Artepitheton ehrt den dänischen Zoologen E. W. Kaiser.

## Merkmale
Mit einer Gesamtlänge von etwa 10 bis 15 cm ist der Zagros-Molch die kleinste Art der Gattung Neurergus. Die Grundfärbung ist braunschwarz. Die gelblich-weißen Flanken sind mit mehr oder weniger schwarzen Bändern begrenzt. Die Gliedmaßen sind rot-orange bis lachsrot mit schwarzen Flecken. Vom Nacken bis zum Schwanzansatz verläuft eine kurze, orangefarbene Rückenlinie. Der Kopf ist schwarz mit einem weißen Fleck zwischen den Augen, der sich zur Schnauze hin verjüngt. Hinter den orangefarbenen Augen befindet sich ein weißer Fleck. Die Unterseite ist gelb-orange, selten schwarz markiert. Der Schwanz ist lang, eher dünn und seitlich abgeflacht.
Sexualdimorphismus ist hauptsächlich während der Brutzeit sichtbar, wenn die Männchen eine halbkugelförmige, gespaltene Kloake haben, während die Weibchen eine deutlich konische Kloake aufweisen.
In menschlicher Obhut scheinen die orangefarbenen Anteile mit der Zeit zu verblassen. Bei juvenilen Molchen ist die orange Farbe fast ziegelfarben, während bei einigen Erwachsenen, vielleicht speziell bei den Männchen, die orange Farbe kaum wahrnehmbar wird und der weißen Farbe weicht.

## Fortpflanzung
Bei einer Wassertemperatur von 20° C dauert die Embryonalentwicklung etwa 15 Tage. Da das Ei von transparenten Membranen umgeben ist, ist seine Entwicklung direkt sichtbar:

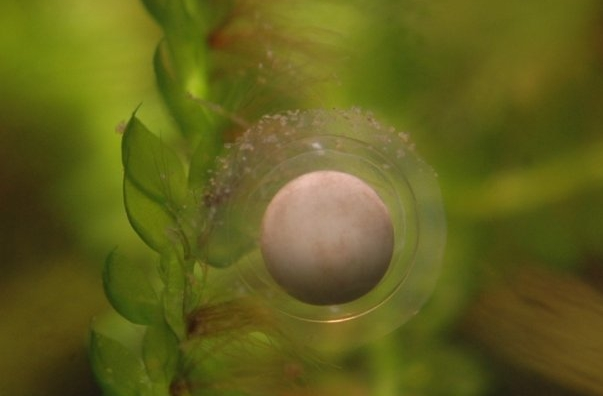
Frischer Laich
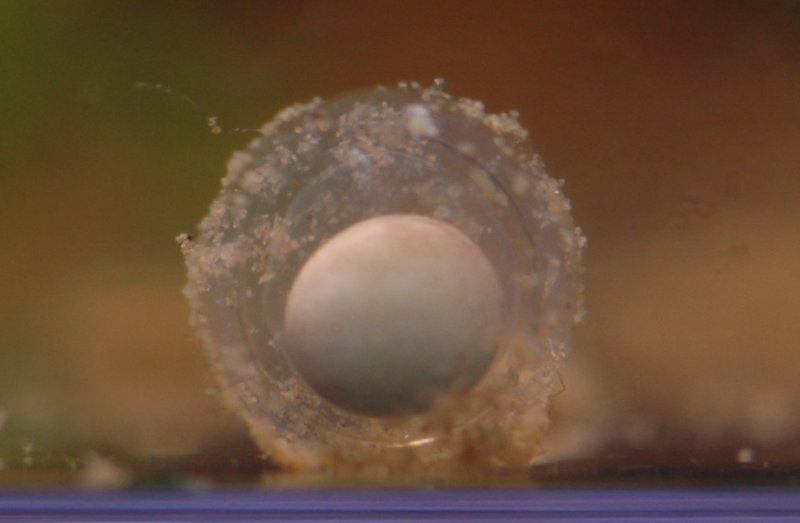
3 Tage altes Ei
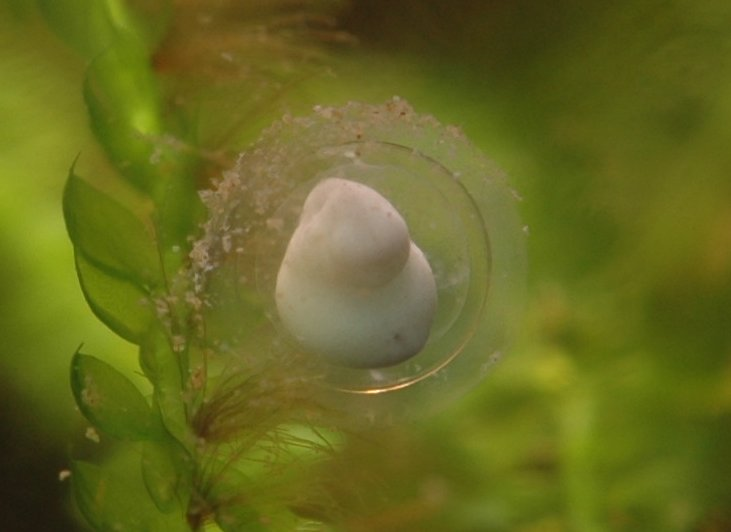
5 Tage altes Ei
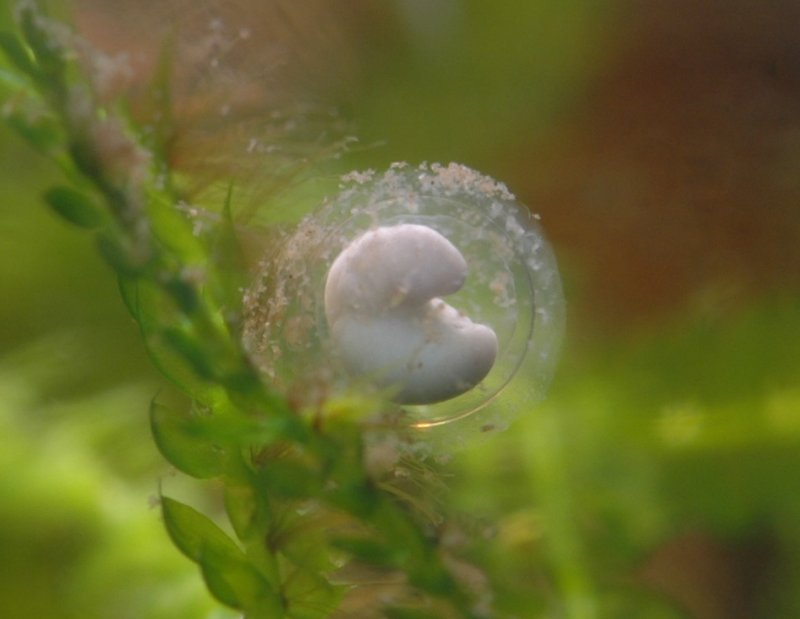
6 Tage altes Ei
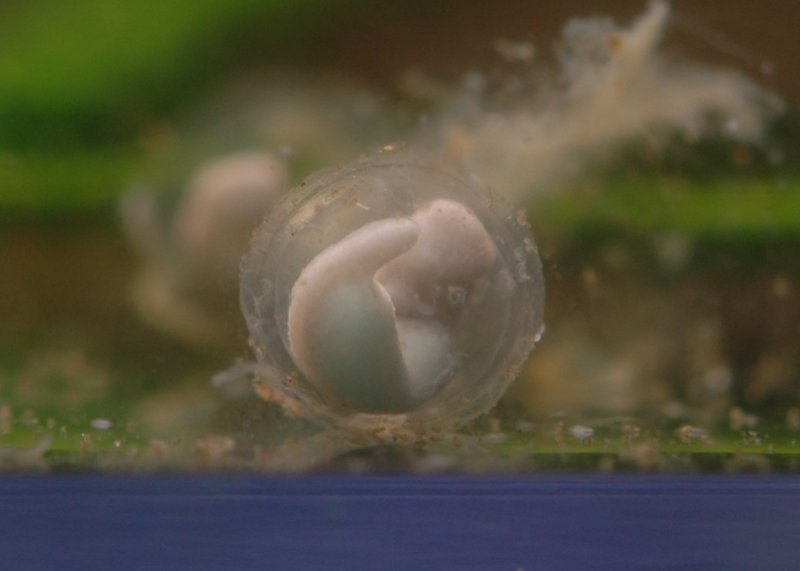
8 Tage alter Embryo
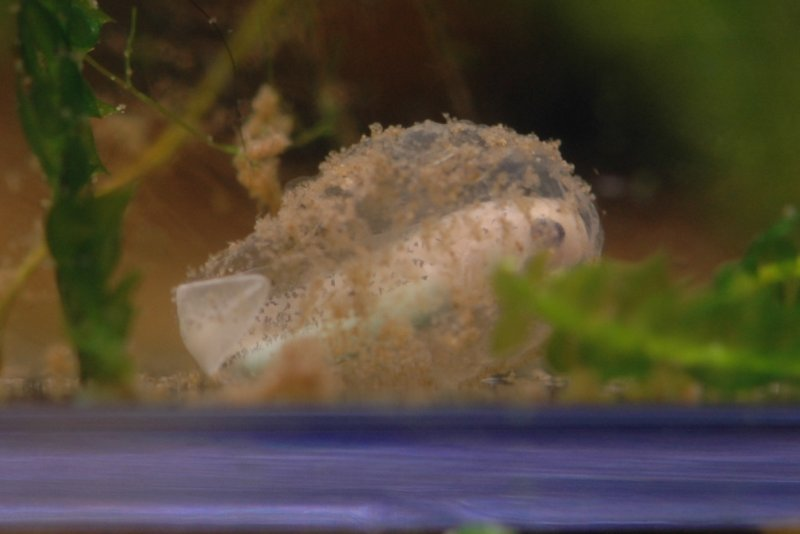
Schlüpfbereite Larve
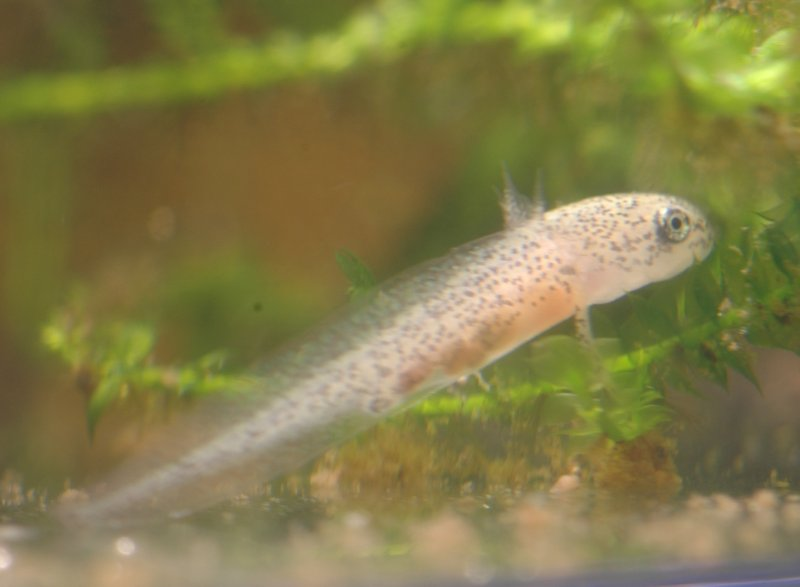
Larve, 20 Tage nach dem Schlüpfen
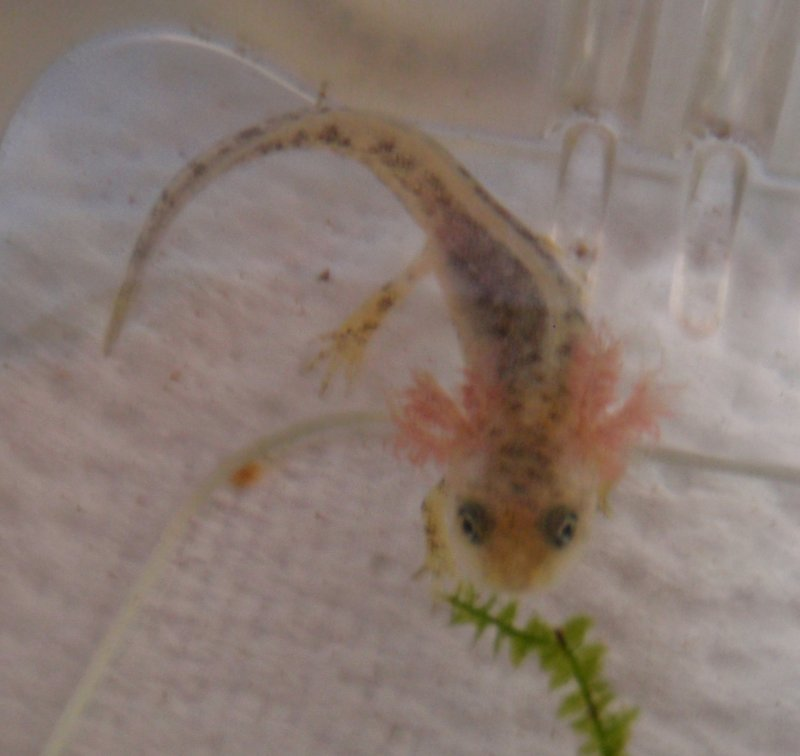
Junge Larve
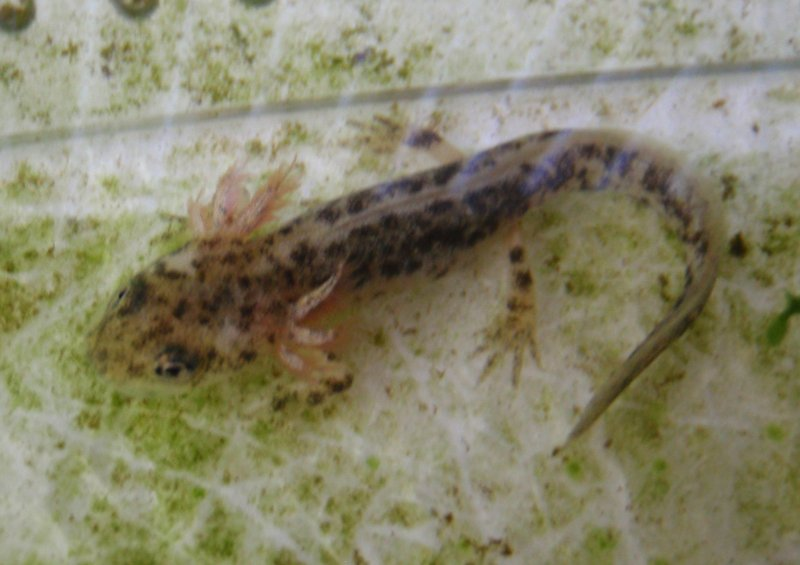
Larve vor der Metamorphose
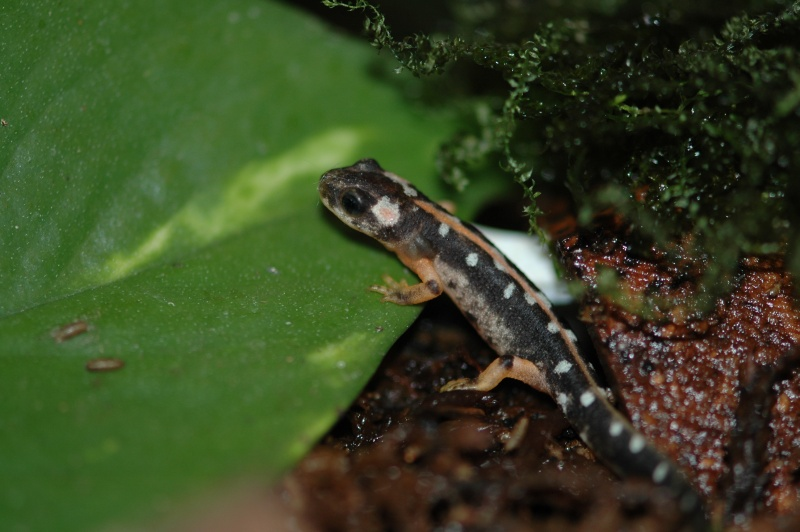
Junger Zagros-Molch nach dem Ende des Larvenstadiums

Die Dauer des Larvenstadiums hängt im Wesentlichen von zwei Faktoren ab, der Wassertemperatur und der Menge der verfügbaren Nahrung. In menschlicher Obhut dauert diese Phase etwa 2 bis 4 Monate, und die Jungmolche gehen dann für ihren ersten Winter an Land.

## Verbreitung und Lebensraum

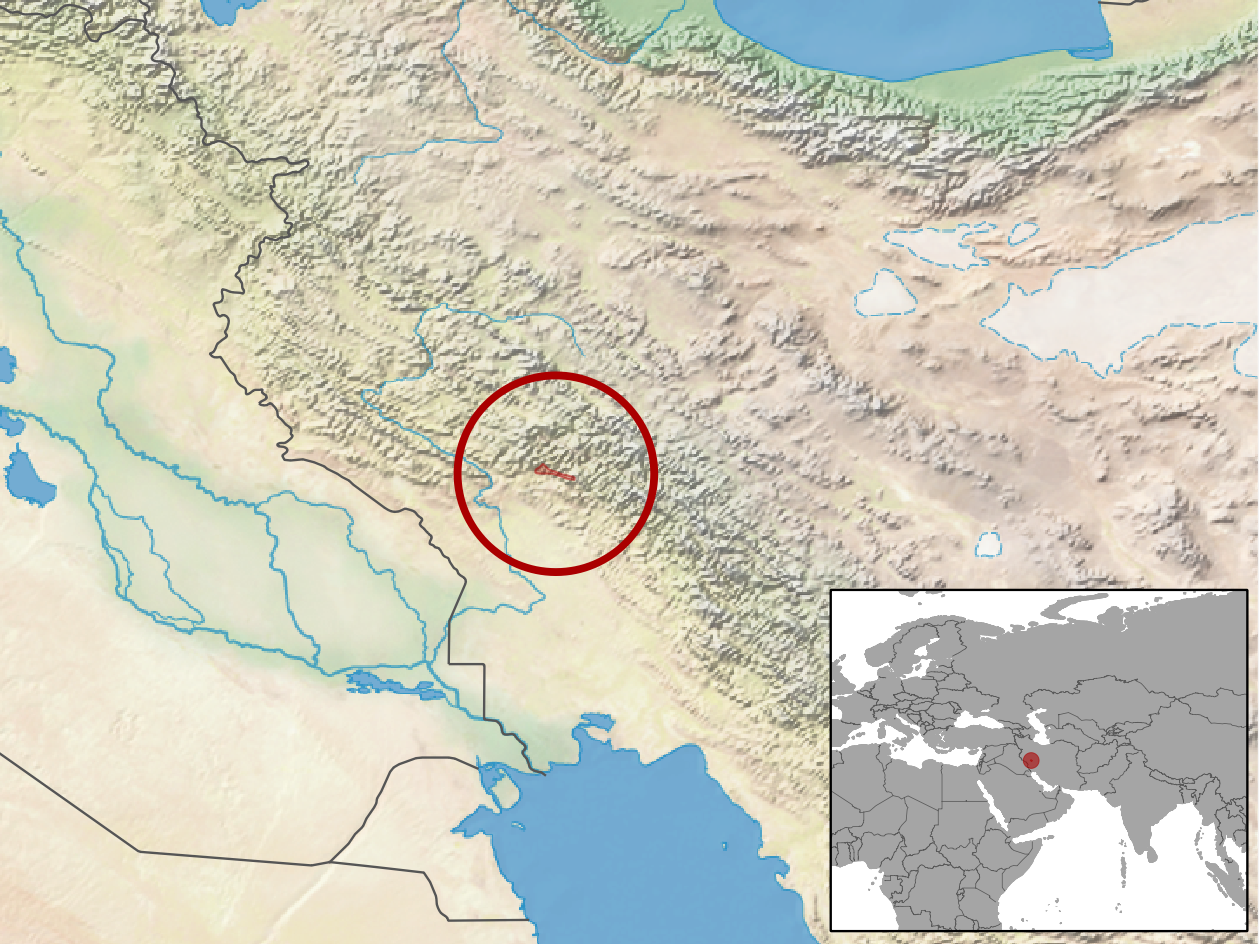
Verbreitungsgebiet des Zagros-Molches

Der Zagros-Molch ist im Iran endemisch. Er kommt vor allem in Bergbächen vor, die von trockenem Buschland umgeben sind, ist aber auch in Teichen und Tümpeln anzutreffen. Bisher wurde angenommen, dass der Zagros-Molch nur in vier Bächen in einem einzigen Einzugsgebiet im südlichen Zāgros-Gebirge von weniger als 10 km² vorkommt. Eine Studie aus dem Jahr 2019 kam jedoch zu dem Ergebnis, dass das Verbreitungsgebiet etwa 18.159 km² umfasst und dass auch in den Gebieten Kermanshah, Ilam, Chaharmahal-Bakhtiari und Kohgiluye-Boyerahmad kleine Populationen vorkommen.

## Status
Der Zagros-Molch wird von der IUCN als „gefährdet“ (vulnerable) klassifiziert, weil seine Populationen als stark zersplittert gelten und es einen kontinuierlichen Rückgang des Ausmaßes und der Qualität seines Lebensraums sowie einen Rückgang der Anzahl geschlechtsreifer Individuen aufgrund der Überernte für den illegalen Heimtierhandel gibt. Im Jahr 2008 wurde die Wildpopulation auf weniger als 1000 Individuen geschätzt. Eine jüngere Erhebung im Jahr 2014, geht jedoch von einer Population von über 9000 adulten Tieren aus.
Für den internationalen Handel ist eine Genehmigung erforderlich, da der Zagros-Molch in Anhang I des CITES-Übereinkommens aufgeführt ist. Es existiert auch ein Zuchtprogramm in Gefangenschaft, an dem mehrere europäische und nordamerikanische Zoos beteiligt sind, wie zum Beispiel der Sedgwick County Zoo. Auch der Iran plant ein eigenes Zuchtprogramm.